# بیسگنا

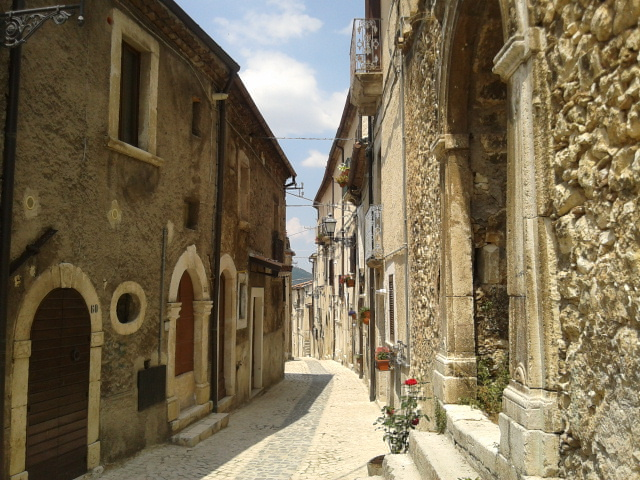
عکس از بیسگنا

بیسگنا (به ایتالیایی: Bisegna) یک کومونه در ایتالیا است که در استان لاکویلا واقع شده‌است.

## خصوصیات
بیسگنا ۴۶٫۴۰ کیلومترمربع مساحت و ۲۴۹ نفر جمعیت دارد و ۱٬۲۱۰ متر بالاتر از سطح دریا واقع شده‌است.